# Julien Bartusiak

a Compétitions nationales et continentales officielles uniquement.

Julien Bartusiak, né le 16 octobre 1989, est un joueur français de rugby à XIII évoluant au poste de pilier ou de troisième ligne. 

## Biographie
Formé à Limoux 13 a l'age de 19 ans (juniors 4 iéme année), il rejoint en senior l’équipe de Preixan-Lauquet XIII, ce club est l'équipe réserve de Limoux. Il gagne plusieurs titres (championnat de l’Aude, coupe de France, championnat de France), il sera également sélectionné pour une tourné en Angleterre avec l'équipe de France amateur.   Après avoir participé à plusieurs matchs en Élite 1 avec Limoux XIII, il y est définitivement intégré en 2014 et prend part aux deux titres majeurs de Championnat de France en 2016 et 2017. En 2018, après un changement d'entraineur du a la mauvaise gestion du président, il perd les deux finales, coupe de France et championnat de France.  En 2019 il décide de suivre  Olivier Janzac (entraineur de Limoux 13 de 2015 a 2018) et de signer avec Lézignan 13.

## Palmarès
- Vainqueur du Championnat de France : 2016 et 2017 (Limoux).
- Finaliste de la Coupe de France : 2016 et 2018  (Limoux).
- Finaliste du Championnat de France 2018 (Limoux)
- Vainqueur Championnat de France 2013 (Preixan-lauquet)

### En club
| Saison    | Club     | Compétition           | Matchs | Points | Essais | Goals | Drops |
| --------- | -------- | --------------------- | ------ | ------ | ------ | ----- | ----- |
| 2012-2013 | Limoux   | Championnat de France | ?      | -      | -      | -     | -     |
| 2013-2014 | ?        | -                     | -      | -      | -      | -     | -     |
| 2014-2015 | Limoux   | Championnat de France | ?      | -      | -      | -     | -     |
| 2015-2016 | Limoux   | Championnat de France | 11     | 4      | 1      | -     | -     |
| 2016-2017 | Limoux   | Championnat de France | 18     | 4      | 1      | -     | -     |
| 2017-2018 | Limoux   | Championnat de France | 15     | 20     | 5      | -     | -     |
| 2018-2019 | Lézignan | Championnat de France | 10     | -      | -      | -     | -     |
| 2019-2020 | Lézignan | Championnat de France | 2      | -      | -      | -     | -     |